# Ceras cuticulares
Las ceras presentes en la cutícula de las plantas terrestres son mezclas complejas de acilglicéridos ("acyl lipides") de cadena larga, que las vuelve extremadamente hidrofóbicas. Los componentes más comunes de las ceras son alcanos "straight-chain" y alcoholes de 25 a 35 átomos de carbono. También se encuentran aldehídos de cadena larga, cetonas, ésteres y ácidos grasos libres. 
Las ceras de la cutícula son sintetizadas por las células de la epidermis. Abandonan la célula epidérmica como una gotita que atraviesa los poros de la pared celular mediante un mecanismo desconocido. La capa más externa de las ceras de la cutícula usualmente se cristaliza en un patrón intrincado de varas, tubos o placas.